# إموري دوغلاس
إيموري دوغلاس (بالإنجليزية: Emory Douglas)‏ (من مواليد 24 مايو 1943) هو مصمم جرافيك أمريكي عمل وزيرًا للثقافة في حزب الفهود السود منذ عام 1967 حتى انحلال الحزب في الثمانينيات. ظهر فن الغرافيك خاصته في معظم إصدارات صحيفة الفهود السود (التي بلغت ذروة تداولها 139,000 أسبوعيًا في عام 1970). باعتباره المخرج الفني، والمصمم، والرسام الرئيسي للفهود السود، ابتكر دوغلاس صورًا تحولت إلى أيقونات تمثل صراعات الأمريكيين السود خلال الستينيات والسبعينيات.

## نشأته
وُلد دوغلاس في غراند رابيدز، ميشيغان، ونشأ في منطقة خليج سان فرانسيسكو. عندما كان مراهقًا، سُجن في مدرسة تدريب الشباب في أونتاريو، كاليفورنيا؛ عمل خلال الوقت الذي أمضاه هناك في مطبعة السجن. درس لاحقًا الفن الدعائي، وحضر دروسًا في التصميم الجرافيكي في كلية مدينة سان فرانسيسكو. كتبت إريكا دوس: «انضم أيضًا إلى اتحاد الطلبة السود في الكلية وانجذب إلى النشاط السياسي».

## نشاطه
انضم دوغلاس إلى حزب الفهود السود في عام 1967 بعد مروره على البيت الأسود، وهو مساحة أنشأها إلدريدج كليفر وإد بولينز وويلي ديل، وقتما كانوا يناقشون أمر شبكة أخبار مجتمع الفهود السود، وأخبرهم أنه قادر على المساعدة في تحسين مظهرها.
في عام 1967، صار دوغلاس «الفنان الثوري» ووزير الثقافة لحزب الفهود السود. أعاد تصميم صحيفة الفهود السود وتحول إلى الطباعة الدوارة، ما أتاح الطباعة الملونة واستخدام الرسوميات. استخدم الغلاف الخلفي ومعظم الغلاف الأمامي لرسومياته وتصويراته المتوافقة مع رسالة حزب الفهود السود. في هذه المرحلة استحدث الصور الأيقونية التي وسمت الحزب، من بينها تصوير رجال الشرطة بصورة خنازير. عرضت رسوماته خنازيرًا مدميةً أو معلقةً احتجاجًا على وحشية الشرطة تجاه الأمريكيين الأفارقة. أدرج أيضًا التصوير بما يتماشى مع برنامج الحزب المكون من عشر نقاط، متضمنًا أمورًا مثل الخدمات الاجتماعية والإسكان اللائق. بالإضافة إلى هذا، واءم دوغلاس حزب الفهود السود مع «صراعات تحرير العالم الثالث» والحركات المعادية للرأسمالية في أعمال مثل إصدار الثالث من يناير عام 1970، الذي يُظهر خنزيرًا مرتديًا العلم الأمريكي يُخوزَق بينما تُصوَب أسلحة كثيرة عليه، ويقول أشياء مثل «اخرجوا من حي الأقليات» و «اخرجوا من افريقيا».

## أعماله الفنية ونشاطه اللاحق
بالإضافة إلى الصحيفة، صمم دوغلاس أيضًا بطاقات بريدية، ونشرات إعلانية لأحداث، وملصقات كانت بمثابة تكتيكات تجنيد بالإضافة لكونها وسيلة إضافية لنشر أيديولوجيا الحزب وخلق إيحاء بوجود دعم جمهوري للقضية. ذكر دوغلاس «بعد برهة، بدا لي أنه ينبغي عليك الرسم بطريقة يمكن حتى للأطفال فهمها [إذا أردت] بلوغ جمهورك الأعرض دون خسارة مضمون أو فكرة ما يجري تمثيله». (ستيوارت، 2011).
في عام 1967، أصبح دوغلاس وزيرًا للثقافة في حزب الفهود السود. في عام 2007، ذكرت مراسلة سان فرانسيسكو كرونيكل جيسيكا ويرنر زاك أنه «وسم صورة فهد الأناقة الراديكالية قبل عقود من صيرورة المفهوم مألوفًا. استخدم شعبية الصحيفة لتحريض المحرومين من حقوقهم على الحركة، مصورًا الفقراء بتعاطف حقيقي، كغاضبين لا كضحايا، غير آسفين ومستعدين لقتال».
استمد دوغلاس الكثير من إلهامه من صراعات العالم الثالث واستخدم الفن وسيلة أساسية للحملات الدعائية والتوعية. ساهمت رسومياته في ترقية أيديولوجيات الحزب، المستهلمة من خطابات الشخصيات الثورية مثل مالكوم إكس وتشي غيفارا. غالبًا ما كانت صوره حيّة جدًا، تهدف إلى تطوير وتعزيز مقاومة السود على أمل بدء ثورة تنهي سوء معاملة الأفارقة الأمريكيين الممنهج.

## وصلات خارجية
- الموقع الرسمي